# Орли (Тверская область)
Орли — деревня в Молоковском районе Тверской области, входит в состав Обросовского сельского поселения.

## География
Деревня расположена в 20 км на северо-запад от районного центра посёлка Молоково.

## История
В 1842 году на погосте Орли близ деревни была построена деревянная Никольская церковь с 2 престолами, распространена в 1870 году, метрические книги с 1791 года. 
В конце XIX — начале XX века деревня Орли с погостом входили в состав Чистинской волости Весьегонского уезда Тверской губернии. 
С 1929 года деревня входила в состав Ахматовского сельсовета Молоковского района Бежецкого округа Московской области, с 1935 года — в составе Калининской области, с 2005 года — в составе Ахматовского сельского поселения, с 2015 года — в составе Обросовского сельского поселения.

## Население
| 1859 | 1889 | 2008 | 2010 |
| ---- | ---- | ---- | ---- |
| 77   | ↗123 | ↘0   | →0   |